# فرمانا و اوما
فرمانا و اوما (به انگلیسی: Fermanagh and Omagh) یک منطقهٔ مسکونی در بریتانیا است که در شهرستان فرمانا واقع شده‌است.